# Sidi Okba
Sidi Okba är en ort i Algeriet.   Den ligger i provinsen Biskra, i den norra delen av landet, 300 km sydost om huvudstaden Alger. Sidi Okba ligger 53 meter över havet och antalet invånare är 34 985.
Terrängen runt Sidi Okba är platt, och sluttar söderut. Runt Sidi Okba är det ganska glesbefolkat, med 34 invånare per kvadratkilometer. Närmaste större samhälle är Biskra, 19,4 km nordväst om Sidi Okba. Trakten runt Sidi Okba är ofruktbar med lite eller ingen växtlighet.